# Agroiconota gibbipennis
Agroiconota gibbipennis es un coleóptero de la familia Chrysomelidae. Fue descrita en 2005 por Borowiec.